# Pulcheria (dochter van Theodosius I)
Aelia Pulcheria (385-386) was de dochter van de Romeinse keizer Theodosius I en de Romeinse keizerin Aelia Flaccilla. Deze Pulcheria stierf blijkbaar in haar kindertijd en is niet te verwarren met beroemde nicht met dezelfde naam.